# Sara Mesa
Sara Mesa (Madrid, 1976) è una scrittrice spagnola.

## Biografia
Nata a Madrid nel 1976, da bambina si è trasferita con la famiglia a Siviglia.
Dopo gli studi di giornalismo e filologia ispanica, il suo esordio letterario è avvenuto nel 2007 con la raccolta di poesie Este jilguero agenda vincitrice del Premio Nacional de Poesía Miguel Hernández.
Successivamente ha pubblicato due saggi, tre raccolte di racconti e sette romanzi uno dei quali, Un amore è stato trasposto nel film Un amor per la regia di Isabel Coixet.

## Opere

### Romanzi
- El trepanador de cerebros (2010)
- Un incendio invisible (2017)
- Cuatro por cuatro (2012)
- Cicatrice (Cicatriz, 2015), Milano, Bompiani, 2017 traduzione di Sara Cavarero ISBN 978-88-452-8339-0.
- Cara de pan (2018)
- Un amore (Un amor, 2020), Roma, La nuova frontiera, 2021 traduzione di Elisa Tramontin ISBN 978-88-8373-403-8.
- La famiglia (La familia, 2022), Roma, La nuova frontiera, 2024 traduzione di Elisa Tramontin ISBN 978-88-8373-448-9.

### Raccolte di racconti
- La sobriedad del galápago (2008)
- No es fácil ser verde (2009)
- Mala letra (2016)

### Raccolte di poesie
- Este jilguero agenda (2007)

### Saggi
- Silencio administrativo: La pobreza en el laberinto burocrático (2019)
- Perder el miedo: Un manual para la vida (2020)

## Adattamenti cinematografici
- Un amor, regia di Isabel Coixet (2023)

## Premi e riconoscimenti

### Vincitrice
Premio Málaga de Novela
- 2011 con Un incendio invisible[6]

Premio El Ojo Crítico
- 2015 nella categoria "Narrativa" con Cicatrice[7]

### Finalista
Premio Herralde
- 2012 con Cuatro por cuatro[8]